# Websitebouwer
Een websitebouwer (Engels: website builder) is een computerprogramma waarmee men zelf op een eenvoudige manier een website kan maken, zonder enige vorm van programmeerkennis. Veel webhostingproviders leveren een gratis websitebouwer bij hun webhostingpakketten.

## Geschiedenis
Begin jaren 1990 werden de eerste webpagina's handmatig geschreven in HTML.
Na enige tijd kwam er software beschikbaar als hulpmiddel voor het ontwerpen en schrijven van code. Bekende programma's uit die tijd zijn Microsoft Frontpage en Adobe Dreamweaver. Naarmate de industrie verschoof naar het toepassen van de W3C-standaard, werden deze pakketten bekritiseerd omdat ze over onvoldoende compatibiliteit met deze standaard beschikten. De compatibiliteit is in latere versies sterk verbeterd, maar nog steeds zijn er professionals die graag handmatig code schrijven.
Het Amerikaanse GeoCities was een van de eerste moderne websitebouwers waarbij geen technische kennis noodzakelijk was. Vijf jaar na de lancering kocht Yahoo! het bedrijf in 1994 voor 3,6 miljard dollar. GeoCities raakte op technisch vlak achter en werd opgeheven in 2009.

## Werking
Alle websitebouwers werken met een systeem van slepen en neerzetten (drag and drop). Dit wil zeggen dat men de verschillende elementen gewoon naar de pagina kan slepen om ze daarna te bewerken.
Zo is het bijvoorbeeld heel gemakkelijk een contactformulier aan te maken: men sleept dit element naar de pagina, voert het e-mailadres is, men maakt de verschillende invoervakken aan, men past de afmetingen aan, enz.
Bij alle websitebouwers is er de keuze uit vele sjablonen, dikwijls gemaakt door professionele webdesigners. Een websitebouwer is dus ideaal voor mensen die geen programmeerkennis hebben en zelf een website willen maken.

## Online en offline
Er zijn zowel online als offline websitebouwers. Bij een online websitebouwer wordt de pagina gecreëerd via de browser, en is deze direct zichtbaar op het internet. Een offline websitebouwer is een softwarepakket met uitgebreidere functies. Deze pakketten zijn duurder, maar bieden uitkomst als er meerdere en complexere websites gebouwd worden.

## Voor- en nadelen
Voordelen zijn dat een gebruiker geen enkele vorm van programmeerkennis hoeft te hebben, en bij een online websitebouwer overal (met een internetverbinding) de website kan aanpassen.
Als nadelen heeft een websitebouwer dat het minder geschikt voor complexe websites is, en dat de mogelijkheden beperkt zijn tot het aantal beschikbare sjablonen die toegevoegd kunnen worden.